# تحویل شبانه
تحویل شبانه (به انگلیسی: Overnight Delivery) فیلمی محصول سال ۱۹۹۸ و به کارگردانی جیسون بلوم است. در این فیلم بازیگرانی همچون پل راد، ریس ویترسپون، کریستین تیلور، لری دریک، سارا سیلورمن و توبین بل ایفای نقش کرده‌اند.